# Snæfellsnes

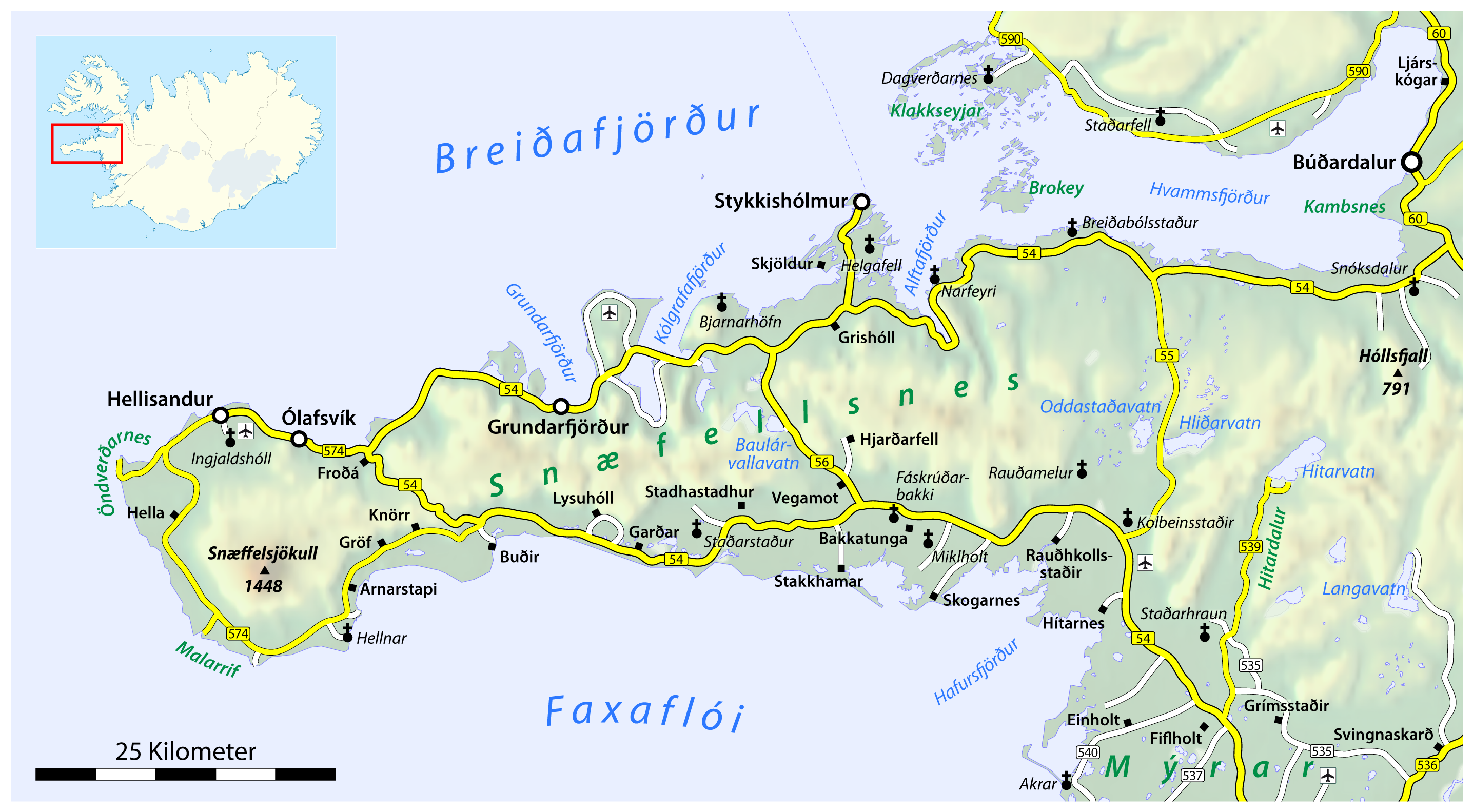

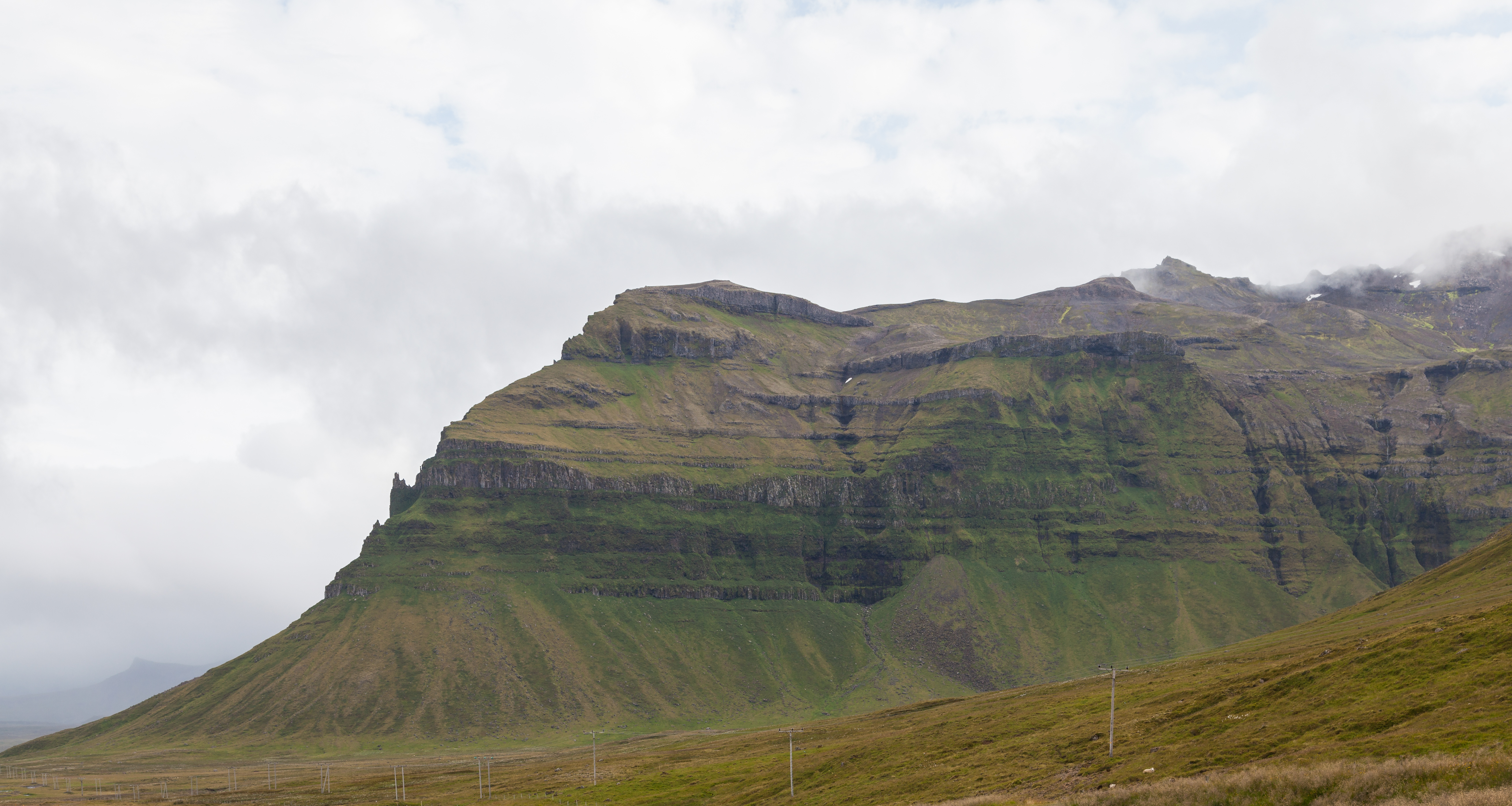
Búlandshöfði in Snæfellsnes

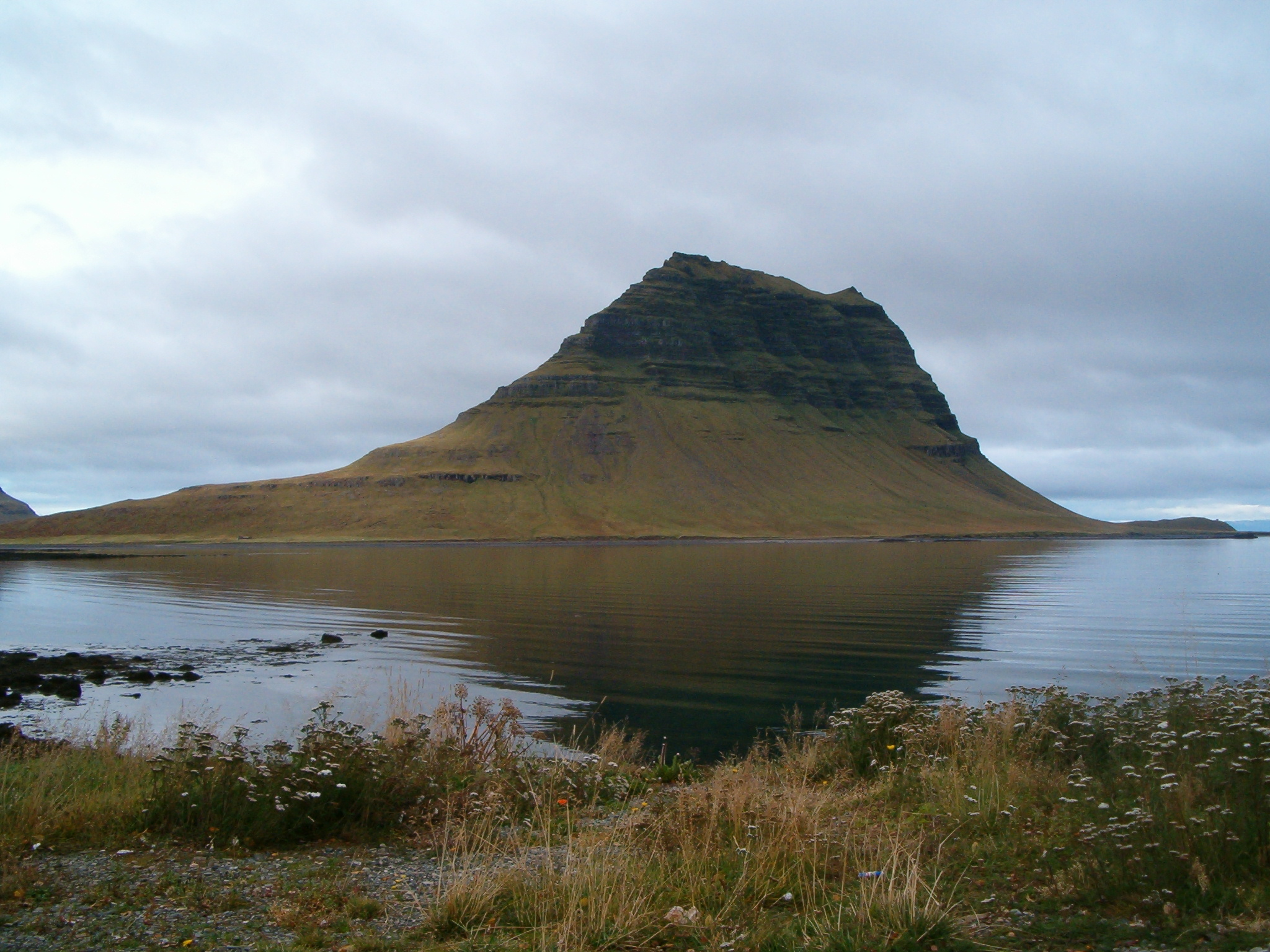
Il monte Kirkjufell

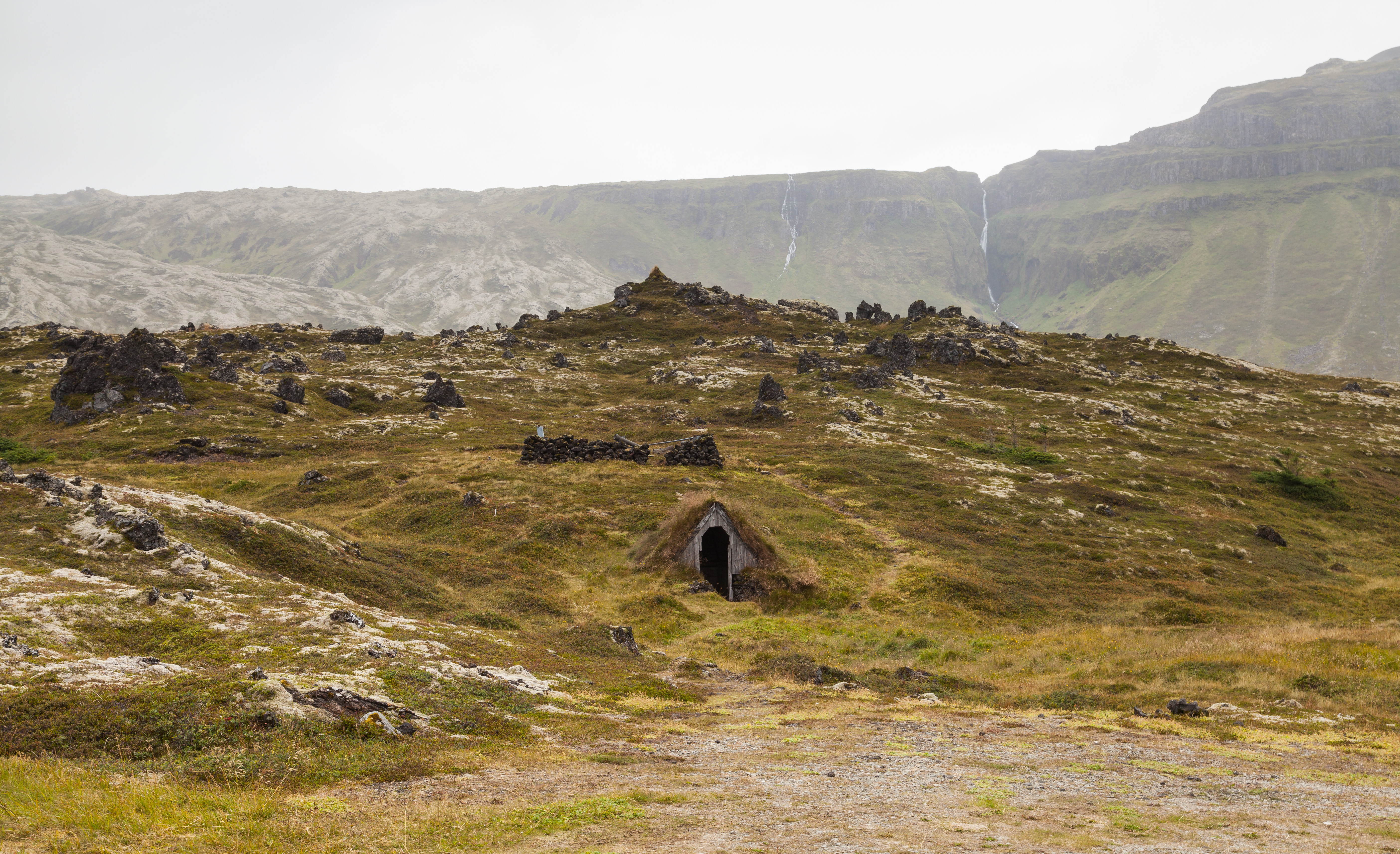
Casa interrata nel campo di lava Búðahraun, Snæfellsnes.

La penisola di Snæfellsnes è situata nella regione occidentale del Borgarfjörður, nell'ovest dell'Islanda.
Caratterizzata da un paesaggio molto pittoresco, la penisola viene spesso definita "L'Islanda in miniatura", in quanto la maggior parte delle bellezze naturali del Paese possono essere ritrovate anche in quest'area.

## Vulcano
Il vulcano Snæffels, in particolare, si erge come uno dei simboli dell'Islanda: con la sua altezza massima di 1446 m, è la montagna più alta della penisola, ed ospita il ghiacciaio Snæfellsjökull sulla vetta. Nelle giornate limpide, il vulcano può essere visto anche da Reykjavík, ad una distanza di circa 120 km. Lo Snæfellsjökull deve parte della sua fama alla menzione ricevuta nel celebre romanzo fantascientifico di Jules Verne Viaggio al centro della Terra. 

## Parco nazionale
Attorno al vulcano si trova lo Snæfellsjökull National Park, uno dei tre parchi nazionali istituiti dal Governo islandese.

## Villaggi
Sulla sponda nord della penisola si trovano alcuni villaggi di pescatori: Ólafsvík, Grundarfjörður, Stykkishólmur e Búðardalur.

## Costruzioni
In prossimità di Hellissandur si trova una delle costruzioni più alte dell'Europa occidentale: l'antenna radio Longwave (onda lunga) di Hellissandur.
Vicino a Gufuskálar c'è un grande numero di strutture a cupola di origine sconosciuta, che si ritiene abbiano un'età compresa tra i 500 e 700 anni. Sono probabilmente le più antiche reliquie conosciute dell'industria della pesca nell'isola. Alcuni ritengono che queste strutture servissero invece come luoghi di preghiera o di meditazione per i monaci irlandesi che possono essere vissuti un tempo nella zona.